# Vendin-lès-Béthune
Vendin-lès-Béthune è un comune francese di 2 429 abitanti situato nel dipartimento del Passo di Calais nella regione dell'Alta Francia.

## Società

### Evoluzione demografica
Abitanti censiti